# AS Marsouins
Association Sportive Les Marsouins, auch einfach nur AS Marsouins, ist ein Fußballverein aus Saint-Leu auf Réunion, einer französischen Insel im Indischen Ozean. Aktuell spielt der Verein in der ersten Liga.

## Erfolge
- Réunionischer Meister: 2000
- Réunionischer Pokalsieger: 1997, 2007

## Stadion
Der Verein trägt seine Heimspiele im Stade Saint-Leu in Saint-Leu aus. Das Stadion hat ein Fassungsvermögen von 1000 Personen.

## Trainerchronik
| Trainer                    | Nation     | von            | bis            |
| -------------------------- | ---------- | -------------- | -------------- |
| Djamal Bendouma            | Réunion    | Juli 2017      | Dezember 2017  |
| Jean-Christophe Nouaillant | Frankreich | Januar 2018    | September 2018 |
| Claudéus Rangama           | Réunion    | September 2018 | Dezember 2018  |
| Antoine Honorine           | Réunion    | Oktober 2018   | Dezember 2018  |
| Antoine Honorine           | Réunion    | Januar 2019    | Juni 2019      |
| Lixonn Beatrix             | Réunion    | Juli 2019      | Dezember 2019  |
| José Batista               | Frankreich | Januar 2020    | September 2021 |
| Claudéus Rangama           | Réunion    | September 2021 | Dezember 2021  |
| Olivier Imanatche          | Réunion    | Januar 2022    |                |